# Стамболийски (град)
Вижте пояснителната страница за други значения на Стамболийски.
Стамболѝйски е град в Централна Южна България. Той се намира на десния бряг на река Марица в област Пловдив, между градовете Пловдив и Пазарджик. Градът е административен център на община Стамболийски.
По данни на ГРАО към 15 юни 2023 г. в града живеят 11 199 души по настоящ адрес и 11 991 души по постоянен адрес.
Носи името на видния политик от Българския земеделски народен съюз и министър-председател на България (1919 – 1923) Александър Стамболийски.

## История
На 2 километра източно от града, в местността „Гергевец“, са открити останки от три изграждани една върху друга църкви – еднокорабна базилика от края на IV век, трикорабна базилика от началото на V век и трета църква от XI-XII век.
Селището възниква през 1873 – 1875 г., след прокарването на железопътна линия от Цариград за Белово. Линията минава край село Полатово (днес квартал на града), но селището е наречено Гара Кричим, тъй като в стопанската му околност най-голямо селище е село (днес град) Кричим, намиращо се на 14 km южно-югозападно от гарата.
Първите заселници са селяни от Перущица, Брестовица, работници по жп. линията от Пещера, търговци на зърнени храни, плодове и зеленчуци, комисионери, кръчмари, ханджии. Така започва очертаването на квартала северно от жп. линията. Към 1926 г. Гара Кричим има 224 жители.
През периода 1926 – 1928 г. тук идват нови преселници от Тракия и Македония и при преброяването през 1934 г. населението на гаровото селище е 554 души.
По-късно започва строителството на фабрики, особено в навечерието на Втората световна война, когато консервната промишленост е насочена към пазара на Германия. Първи идват братя Тевекелиеви (1933 – 1934 г.) от гр. Елена. Те построяват фабрика на площ 15 дка. Земята получават даром от общината. След тях идват големите пловдивски капиталисти братя Алкалай, които наричат фабриката си „Алка“. Братя Маринови построяват вакуумна фабрика, а с италиански капитали възниква фабриката хладилник „Родина“.
Селището непрекъснато се развива и се превръща във важен промишлено-транспортен център.

## Име и статут
Със закон, приет на 11 септември 1964 г., селото става град с името си Гара Кричим, но обикновено е наричан само град Кричим, изпускайки Гара.
С указ 828 на Народното събрание от 27 август 1969 г., когато село Кричим е обявено за град Кричим, град (Гара) Кричим е преименуван на град Нови Кричим.
Градът е преименуван на Стамболийски с Указ 256 на Държавния съвет на НРБ от 26.02.1979 г.

## Население
Численост на населението според преброяванията през годините:
| \| Година на преброяване \| Численост \| \| --------------------- \| --------- \| \| 1934 \| 1479 \| \| 1946 \| 3224 \| \| 1956 \| 7866 \| \| 1965 \| 12 804 \| \| 1975 \| 13 313 \| \| 1985 \| 13 449 \| \| 1992 \| 13 015 \| \| 2001 \| 12 580 \| \| 2011 \| 11 601 \| \| 2021 \| 10 028 \| |           |
| Година на преброяване | Численост |
| 1934 | 1479      |
| 1946 | 3224      |
| 1956 | 7866      |
| 1965 | 12 804    |
| 1975 | 13 313    |
| 1985 | 13 449    |
| 1992 | 13 015    |
| 2001 | 12 580    |
| 2011 | 11 601    |
| 2021 | 10 028    |

### Етнически състав
Преброяване на населението през 2011 г.
Численост и дял на етническите групи според преброяването на населението през 2011 г.:
|                     | Численост | Дял (в %) |
| Общо                | 11 601    | 100       |
| Българи             | 10 541    | 90,86     |
| Турци               | 16        | 0,13      |
| Цигани              | 334       | 2,87      |
| Други               | 29        | 0,24      |
| Не се самоопределят | 146       | 1,25      |
| Неотговорили        | 535       | 4,61      |

## Икономика

### Индустрия
В периода от 1994 до 1998 г. икономиката на община Стамболийски следва социално-икономическите колебания, характерни за страната.
Броят на действащите фирми варира от близо 400 през 1994 и 1995 г. до 350 през 1998 г. Най-малко са те през 1996 и 1997 г. – около 200.
Преобладават фирмите от отрасъл „Търговия, ремонт на автомобили и битова техника“ – малко повече от половината се занимават с дейности от сферата на този отрасъл. Следват фирмите с дейности от отраслите „Хотели, общежития и обществено хранене“, „Производство на хранителни продукти, напитки и тютюневи изделия“ и „Транспорт и агенции за пътуване и туризъм“. Те са съответно около 14, 7 и 6 на сто от всички активни фирми.
Не е в този порядък обаче отрасловата структура от гледна точка на обемните и качествените икономически показатели. По-задълбоченият анализ показва, че обликът на общинската икономика се определя от малко на брой фирми, някои от които дори не се отнасят към изброените отрасли.
През 1998 г. повече от 80% от фирмите са били на печалба. Половината от тях са от отрасъла „Търговия, ремонт на автомобили и битова техника“. Загуба са формирали близо 9% от фирмите, като над 97% от нея са от 1 фирма, а още почти 3% – от други 2 фирми в града. При това фирмите със загуба са реализирали 3 пъти повече приходи, отколкото тези с печалба, и над 4 пъти повече от фирмите с нулев финансов резултат.
В преобладаващата част от развиваните дейности рентабилността е била положителна. Това особено е видно в търговията, общественото хранене и хотелиерството, различните видове финансови, образователни и бизнесуслуги, строителството, дървообработването, селското стопанство и целулозно-хартиената промишленост (с изключение на 1998 година).
Един-единствен отрасъл през 1998 г. е бил нерентабилен, макар че е налице тенденция на снижаване на загубите – производството на хранителни продукти, напитки и тютюневи изделия, и в частност консервната промишленост. Той обаче е от тези 3, които формират над 90 на сто от производството на общината. Неговият дял е около 20%. Консервното предприятие „Витамина“ е сред най-големите в страната по тонаж на произведената продукция, с богата експортна листа.
Другият отрасъл с голям дял в общинското производство (над 60%) е производството на целулоза, хартия, хартиени, полиграфически и издателски изделия. Най-голямото промишлено предприятие в общината е целулозният комбинат „Целхарт“, днес – „Монди Стамболийски“. Делът на отрасъла „Търговия, ремонт на автомобили и битова техника“ е около 8 – 10%.
Основните представители на тези отрасли са на територията на общинския център гр. Стамболийски. Пак тук са над 77% от фирмите, упражняващи дейност, които формират повече от 93% от производството, над 80% от печалбата и почти цялата загуба на общинската икономика.
Главен разпределителен пункт на голямото количество дървен материал, който се превозва от Батак, Пещера и Девин, а също и на хранителни продукти, консерви, целулоза, книжен амбалаж и друга продукция на предприятията в общината, е железопътната гара.

### Селско стопанство
Земята на Стамболийски е част от плодородното Кричимско поле, което открай време дава поминък на заселниците по онези места. На нея добре виреят зеленчуци и плодове.
В пчеларското дружество са членували много пчелари, грижещи се доброволно за опазването на медоносната растителност в областта, а именно акация, липа, кестени, върби, тополи-каваци, както в парковете, също и в крайградските зони.
Съвременното растениевъдство е улеснено от наличието на предприятие за производство на машини за бране на плодове.
Изградената ремонтно-техническа станция извършва ремонт на трактори и други селскостопански машини.
Благоприятното географско местоположение, климат и почви създават добри възможности за развитие на земеделието в общината. Необходимо е да се подобрят техническата му съоръженост и поддържането на наличната хидромелиоративна мрежа.

## Обществени институции
Народно читалище „Никола Йонков Вапцаров – 1924“ – гр. Стамболийски

## Здравеопазване
В града има Специализирана болница за долекуване и продължително лечение, която приема хронично болни пациенти.

## Училища
- СОУ „Отец Паисий“
- ОУ „Христо Ботев“
- ОУ „Христо Смирненски“

## Култура
Културната дейност в град Стамболийски се развива главно в читалището и в общинския център за работа с деца.
В Центъра за работа с деца има школа по музика, представена от вокална формация „Стамболино“. Тя представя града на много национални и международни конкурси за забавни песни. Печелили са много награди от различни фестивали.
Школа по гайда; балет – също с множество награди и отличия от различни национални и международни фестивали и конкурси; клуб „Компютри“.
Читалище „Никола Вапцаров“ развива следните дейности: детско-юношески танцов ансамбъл „Южняче“; школи по балет и изобразително изкуство; курсове по английски и немски език; футболен отбор „Тракия“.

## Редовни събития
Веднъж в годината се провежда празник на града, който продължава 3 дни. Датата се променя всяка година според църковния празник Свети Дух. Всяка събота има пазар близо до центъра, също така и велопоход в първия ден от празника Свети Дух.

## Спорт
В град Стамболийски успешно се развива танцова школа за народни танци „Южняче“ и таекуондо клуб „Тракиец“. През годините състезателите на клуба по таекуондо донасят 15 медала и отличия от национални турнири на България по таекуондо, версия WTF. Това е единственият клуб по WTF таекуондо в Южна България.
На 24 април 2015 година градският стадион в Стамболийски е прекръстен от „Димитър Шакаданов“ на „Георги Славков“, по името на легендарния играч на ФК Тракия Стамболийски Георги Славков.

## Личности
Родени в Стамболийски
- Тодор Майсторов (? – 1977), народен учител и будител, носител на орден „Св. св. Кирил и Методий“, директор на училище „Христо Ботев“
- Гавраил Панчев (р. 1954), писател
- Атанаска Петкова-Нанева (р. 1947), писателка

Свързани със Стамболийски
- Тобия Момин (р. 1941), футболист, живял в града

## Други
На територията на общината работи Местна инициативна група „МИГ Стамболийски“, която подпомага развитието на културата, спорта и бизнеса в общината.